# Elitserien i ishockey 1979/1980
Elitserien i ishockey 1979/1980 spelades 27 september 1979 till 20 mars 1980 och hade 36 omgångar i grundserien. Lag 1-4 till slutspel om svenska mästerskapet, lag 5-8: kvar i Elitserien men inget slutspel. Lag 9 till nedflyttningskval. Lag 10 till Division I. Slutspelet avgjordes i bäst av tre matcher i semifinalerna, bäst av fem i finalerna. Seger = 2 poäng. Oavgjort = 1 poäng. Förlust = 0 poäng. Leksands IF vann serien, Brynäs IF blev svenska mästare efter seger mot Västra Frölunda IF i finalserien.

## Förlopp
- Expterterna hävdade i samband med försnacket inför seriepremiären att Brynäs IF, HV71 och Skellefteå AIK alla skulle tillhöra bottenlagen. Brynäs IF lyckades dock ta sig till slutspel som fjärde och sista lag, och lyckades där bli svenska mästare. Skellefteå AIK lyckades hänga kvar efter kvalspel, medan nykomlingen HV71 åkte ur serien.[2]
- Nykomlingen HV 71 satsade finländskt den här säsongen, med bland andra backen Pekka Marjamäki från Tappara, anfallaren Jukka Koskilahti från TPS och målvakten Hannu Lassila från IF Troja.[2]
- I avslutningsomgången slutade matchen HV 71-Brynäs IF i Rosenlundshallen tidigt, medan det då återstod över halva sista perioden i matchen Djurgårdens IF-AIK 1-1 på Johanneshovs isstadion i Stockholm, vilken slutade 1-1 och tog Brynäs IF till slutspel.[2]

## Deltagande lag
| Lag                | Ort          | Arena                  | Plac | 1:a säs.  | Sedan     |
| ------------------ | ------------ | ---------------------- | ---- | --------- | --------- |
| AIK                | Stockholm    | Johanneshovs Isstadion | 8    | 1975/1976 | 1975/1976 |
| Brynäs IF          | Gävle        | Gavlerinken            | 7    | 1975/1976 | 1975/1976 |
| Djurgårdens IF     | Stockholm    | Johanneshovs Isstadion | 3    | 1975/1976 | 1977/1978 |
| Färjestads BK      | Karlstad     | Färjestads ishall      | 2    | 1975/1976 | 1975/1976 |
| HV71               | Jönköping    | Rosenlundshallen       |      | 1979/1980 | 1979/1980 |
| IF Björklöven      | Umeå         | Umeå ishall            | 9    | 1976/1977 | 1978/1979 |
| Leksands IF        | Leksand      | Leksands Isstadion     | 4    | 1975/1976 | 1975/1976 |
| Modo AIK           | Örnsköldsvik | Kempehallen            | 1    | 1975/1976 | 1975/1976 |
| Skellefteå AIK     | Skellefteå   | Skellefteå Isstadion   | 6    | 1975/1976 | 1975/1976 |
| Västra Frölunda IF | Göteborg     | Scandinavium           | 5    | 1975/1976 | 1975/1976 |

## Slutställning

### Grundserien
| Nr | Lag             | S  | V  | O | F  | GM  | IM  | MS  | P  |
| -- | --------------- | -- | -- | - | -- | --- | --- | --- | -- |
| 1  | Leksands IF     | 36 | 18 | 7 | 11 | 156 | 124 | +32 | 43 |
| 2  | IF Björklöven   | 36 | 17 | 8 | 11 | 156 | 145 | +11 | 42 |
| 3  | Västra Frölunda | 36 | 19 | 3 | 14 | 153 | 137 | +16 | 41 |
| 4  | Brynäs IF       | 36 | 17 | 5 | 14 | 130 | 120 | +10 | 39 |
| 5  | AIK             | 36 | 16 | 6 | 14 | 137 | 127 | +10 | 38 |
| 6  | Djurgårdens IF  | 36 | 16 | 6 | 14 | 145 | 152 | −7  | 38 |
| 7  | Färjestad BK    | 36 | 14 | 8 | 14 | 142 | 145 | −3  | 36 |
| 8  | Modo AIK (RM)   | 36 | 15 | 5 | 16 | 154 | 139 | +15 | 35 |
| 9  | Skellefteå AIK  | 36 | 12 | 4 | 20 | 141 | 168 | −27 | 28 |
| 10 | HV71            | 36 | 8  | 4 | 24 | 113 | 170 | −57 | 20 |

## SM-slutspelet

### Slutspelsträd
|                 | Semifinaler | Semifinaler     | Semifinaler |   |   | Final           | Final | Final |
|                 |             |                 |             |   |   |                 |       |       |
|                 |             |                 |             |   |   |                 |       |       |
|                 | 2           | IF Björklöven   | 1           |   |   |                 |       |       |
|                 | 3           | Västra Frölunda | 2           |   |   |                 |       |       |
|                 |             |                 |             |   |   |                 |       |       |
|                 |             |                 |             |   |   |                 |       |       |
|                 |             |                 |             |   | 3 | Västra Frölunda | 2     |       |
|                 |             | 4               | Brynäs IF   | 3 |   |                 |       |       |
|                 |             |                 |             |   |   |                 |       |       |
|                 |             |                 |             |   |   |                 |       |       |
|                 |             |                 |             |   |   |                 |       |       |
|                 |             |                 |             |   |   |                 |       |       |
|                 | 1           | Leksands IF     | 0           |   |   |                 |       |       |
|                 | 4           | Brynäs IF       | 2           |   |   |                 |       |       |
| Tabellplacering |             |                 |             |   |   |                 |       |       |

### Semifinaler
- 23 mars 1980: IF Björklöven-Västra Frölunda IF 4-3 sudden death
- 23 mars 1980: Leksands IF-Brynäs IF 4-9
- 25 mars 1980: Brynäs IF-Leksands IF 8-2 (Brynäs IF vidare med 2-0 i matcher)
- 25 mars 1980: Västra Frölunda IF-IF Björklöven 3-2 sudden death
- 27 mars 1980: IF Björklöven-Västra Frölunda IF 0-4 (Västra Frölunda IF vidare med 2-1 i matcher)

### Finaler
- 30 mars 1980: Brynäs IF-Västra Frölunda IF 5-2
- 1 april 1980: Västra Frölunda IF-Brynäs IF 3-2
- 4 april 1980: Brynäs IF-Västra Frölunda IF 5-4 sudden death
- 7 april 1980: Västra Frölunda IF-Brynäs IF 3-2
- 10 april 1980: Västra Frölunda IF-Brynäs IF 1-2 (Stockholm, Brynäs IF svenska mästare vinnare med 3-2 i matcher)

### Fotnoter
1. ↑  ”Coupe d'Europe 1980/81” (på franska). Hockeyarchives. 1980/1981. http://www.passionhockey.com/hockeyarchives/Europe1981.htm. Läst 11 juli 2014.
2. 1 2 3  ”Med för att lära”. HV71. Arkiverad från originalet den 1 september 2010. https://web.archive.org/web/20100901064001/http://www.hv71.se/Dump/Historia/Med-for-att-lara/. Läst 24 oktober 2011.